# Hubert Królikowski
Hubert Marcin Królikowski (ur. 28 sierpnia 1969) – polski historyk wojskowości, profesor nauk społecznych.

## Życiorys
Ukończył studia na Wydziale Historycznym UW. Doktorat z historii wojskowości obronił w Wojskowym Instytucie Historycznym w 1996. Habilitował się w 2006 na Wydziale Strategiczno-Obronnym Akademii Obrony Narodowej (specjalność: bezpieczeństwo narodowe). W 2015 uzyskał tytuł profesora nauk społecznych. W pracy naukowej zajmuje się takimi zagadnieniami jak: strategia i bezpieczeństwo narodowe, siły i operacje specjalne, nieregularne i niekonwencjonalne aspekty konfliktów zbrojnych oraz historia wojen i wojskowości.
Jest pracownikiem naukowym Uniwersytetu Jagiellońskiego (Instytut Bliskiego i Dalekiego Wschodu, Wydział Studiów Międzynarodowych i politycznych UJ). Ponadto pracował także w Akademii Podlaskiej (jako kierownik Zakładu Bezpieczeństwa Narodowego), Akademii Humanistycznej w Pułtusku. a także w Biurze Bezpieczeństwa Narodowego, Ministerstwie Gospodarki i Ministerstwie Rozwoju na stanowisku Dyrektora Departamentu Programów Offsetowych, Ministerstwie Obrony Narodowej na stanowisku Zastępcy Dyrektora Departamentu Wojskowych Spraw Zagranicznych i Doradcy Pełnomocnika Ministra Obrony Narodowej ds. Strategicznego Przeglądu Obronnego. Od czerwca 2018 r. do stycznia 2021 r. w Kancelarii Prezesa Rady Ministrów na stanowisku Dyrektora Departamentu Analiz Obronnych, a następnie Departamentu Analiz Przygotowań Obronnych Administracji. Jest założycielem i był prezesem Fundacji Edukacja dla Bezpieczeństwa (dawniej Fundacja Wspierania Obronności Kraju).
W latach 1997–2005 pracował na stanowisku Senior Defence Analyst (starszy analityk do spraw obronności) dla spółki CEC Government Relations. W okresie, kiedy był tam zatrudniony, klientem spółki były m.in. firmy: Lockheed Martin, McDonnell Douglas, Rockwell, BAE Systems, Rada Electronic Industries Ltd. 

## Publikacje
Autor książek i artykułów z zakresu historii wojskowości, m.in.:
- 6 Pomorska Dywizja Powietrznodesantowa, Oficyna Wydawnicza „Ajaks”. Pruszków, 1997
- Wojskowa Formacja Specjalna GROM im. Cichociemnych Spadochroniarzy Armii Krajowej, Gdański Dom Wydawniczy, Gdańsk, 2001
- Operacja „Little Flower”. Na tle konfliktu w byłej Jugosławii, Gdański Dom Wydawniczy, Gdańsk, 2002
- Afganistan 2002, Dom Wydawniczy Bellona, Warszawa, 2003
- Irak 2003, Dom Wydawniczy Bellona, Warszawa, 2003
- Historia działań specjalnych. Od wojny trojańskiej do II wojny światowej, Dom Wydawniczy Bellona, Warszawa, 2004
- Działania specjalne w strategii wojskowej III Rzeczypospolitej Polskiej, Instytut Historii Akademii Podlaskiej, Siedlce, 2005
- 1 Batalion Szturmowy, Fundacja Polonia Militaris, Warszawa, 2007
- Geneza i rozwój polskich operacji oraz sił specjalnych, Taktyka i Strategia, Warszawa, 2013
- (współautor) Siły zbrojne Państw Afryki Północnej, stan obecny i perspektywy, Bellona, Warszawa, 2019.